# Манівці (клуб)
Туристсько-спортивний клуб «Манівці»  — українська громадська організація зі штаб-квартирою у Львові, яка здійснює організацію туристичних заходів у напрямку активного відпочинку та працює за принципами соціального підприємництва. Один з лідерів у сфері екстремального туризму та спелеотуризму в Україні.

## Історія
Команда сучасного клубу була сформована у кінці 1990-х років при Львівському університеті фізичної культури з метою проведення піших турів у Карпати та експедицій до печери «Оптимістична». Громадська організація зареєстрована 2003 року у Львові. З часу заснування здійснила цілий ряд корпоративних заходів, проектів та конференцій.

## Діяльність
Організація здійснює роботу за такими напрямками:
- Освітні та інформаційні проекти з питань здорового способу життя та активного відпочинку
- Створення туристичних маршрутів
- Організація туристичних походів, експедицій, корпоративних заходів, проектів та конференцій у напрямку активного відпочинку та екстремального туризму
- Надання туристичного спорядження в оренду
- Пропагування здорового способу життя та охорони навколишнього середовища